# Jean-Jacques Croteau
Jean-Jacques Croteau, né le 18 janvier 1930 à Montréal, est un avocat et homme politique québécois. Il est député de la circonscription de Sainte-Marie de 1969 à 1970, sous la bannière de l’Union nationale.

## Biographie
Né le 18 janvier 1930 à Montréal, Jean-Jacques Croteau est le fils de William Croteau, régisseur à la Régie des transports, et de Jeanne Girouard. Il étudie à l'École Saint-Louis-de-Gonzague, au Collège Sainte-Marie à Montréal, ainsi qu’aux universités McGill et Sherbrooke. Il detient un diplôme en droit et en science économique et politique. En 1960, il est admis au Barreau du Québec.
Il exerce sa profession d'avocat à Montréal en plus d’être actionnaire de compagnies de construction et de gestion d'immeubles. Il est également membre du Club Kiwanis de Saint-Laurent.
À l’élection partielle du 8 octobre 1969, il est élu député à l'Assemblée nationale du Québec de l'Union nationale dans la circonscription de Sainte-Marie. Il est cependant défait en 1970. Aux élections fédérales de 1984, il se présente comme candidat progressiste-conservateur dans Richmond-Wolfe, mais n'est pas élu.
Il est nommé juge à la Cour supérieure en 1985.